# Laas (Loiret)
Laas – miejscowość i gmina we Francji, w Regionie Centralnym, w departamencie Loiret.
Według danych na rok 1990 gminę zamieszkiwały 154 osoby, a gęstość zaludnienia wynosiła 23 osoby/km² (wśród 1842 gmin Centre, Laas plasuje się na 983. miejscu pod względem liczby ludności, natomiast pod względem powierzchni na miejscu 1299.).